# Sekirei
Sekirei (яп. セキレイ) — манґа Ашика Сакури. Манґа почала серіалізацію в сейнен журналі Young Gangan видавництва Square Enix в грудні 2004, перший танкобон випущено 25 червня 2005-го. На 25 червня 2011-го доступно 10 томів. Аніме-адаптація першого сезону виробництва Seven Arcs режисера Кейзо Кусакави вийшла в японський ефір між липнем і вереснем 2008 року, другий сезон — між липнем і вереснем 2010-го. Обидва сезони ліцензовані в Північній Америці компанією Funimation Entertainment. Центральний персонаж — Мінато Сахаши, ронін, який не зміг скласти іспит у коледж двічі. Його життя змінюється, коли він зустрічає дівчину, на ім'я Мусубі.

## Сюжет
Токіо, 2020 рік. 19-річний Мінато Сахасі — надзвичайно інтелектуальний хлопець, але його нездатність впоратися з тиском, невпевненість у власних силах часто призводить до невдачі.
Одного разу Мінато зустрічає дівчину, на ім'я Місубі, яка буквально падає з неба. Мінато незабаром дізнається, що вона «секірей», яка повинна вибрати свого асікабі, людину з особливими повноваженнями, що дозволять йому укласти контракт з секірей. Це пов'язує секірей до нього і дозволяє їм використовувати їхню внутрішню силу на повну потужність та ліквідовувати інших секірей. Останні беруть участь у смертельному поєдинку, так званому «Плані секірей», організованого Хірото Мінакою, головою та засновником таємничої та могутньої корпорації MBI. Тепер Мінато повинен знайти спосіб, щоб вижити у небезпечні для життя грі та постійних битвах.